# حيوان ناطق
الحيوان الناطق عن أهل المنطق عبارة عن الإنسان.

## وجه التسمية
فالحيوان مصدر وصفة وعند المناطقة عبارة عن الجسم النامي الحساس المتحرك بالإرادة. قال الراغب الحياة تستعمل على أوجه، الأولى للقوة النامية الموجودة في النبات والحيوان، والثانية للقوة الحساسة، وبه سمي الحيوان حيوانا. والثالثة للقوة العاقلة، ومنه قوله تعالى: ﴿أَوَمَنْ كَانَ مَيْتًا فَأَحْيَيْنَاهُ﴾ [الأنعام:122] وقال الشاعر:
 والرابعة عبارة عن ارتفاع الغم، وبهذا النظر قال الشاعر:
 والخامسة الحياة الأخروية الأبدية، وذلك يتوصل إليها بالحياة التي هي العقل والعلم. والسادسة الحياة التي يوصف بها الباري تعالى.
والنطق مصدر واسم وهو يطلق على النطق الخارجي أي اللفظ وعلى الداخلي أي إدراك الكليات وعلى مصدر ذلك الفعل وهو اللسان وعلى مظهر هذا الانفعال أي الإدراك وهو النفس الناطقة. وقال الراغب المنطقيون يسمون القوة التي منها النطق نطقا، وإياها عنوا حيث حدوا الإنسان، فقالوا هو الحي الناطق المائت، فالنطق لفظ مشترك عندهم بين القوة الإنسانية التي يكون بها الكلام، وبين الكلام المبرز بالصوت. وقال النطق في التعارف الأصوات المقطعة التي يظهرها اللسان، وتعيها الآذان، ولا يقال للحيوانات ناطق إلا مقيدا، أو على التشبيه، كقول الشاعر: